# Bilz-Sanatorium
Das Bilz-Sanatorium oder auch Bilz’ Natur-Heilanstalt war das im sächsischen Oberlößnitz (heute Radebeul) liegende naturheilkundliche Sanatorium von Friedrich Eduard Bilz, geführt ab 1905 von dessen Sohn Alfred Bilz. Das Anwesen ist seit 1979 ein Denkmal der Architektur, heute als Sachgesamtheit ein Kulturdenkmal. Die drei ehemaligen Kurhäuser sind zu einer Wohnanlage umgebaut.

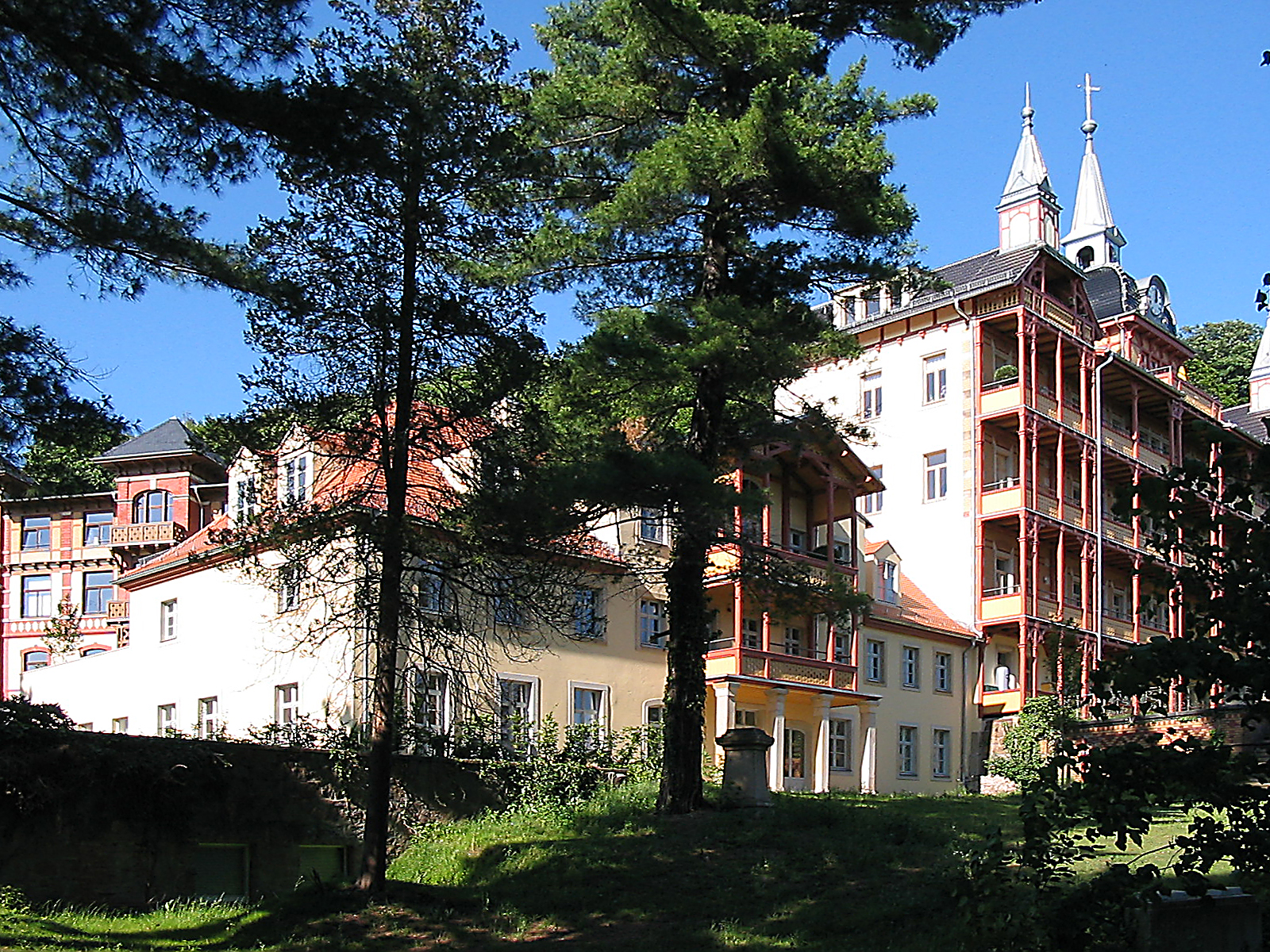
Ehemaliges Bilz-Sanatorium: rechts Schloss Lössnitz (Kurhaus II), mittig Kurhaus I, links Kurhaus III

## Beschreibung

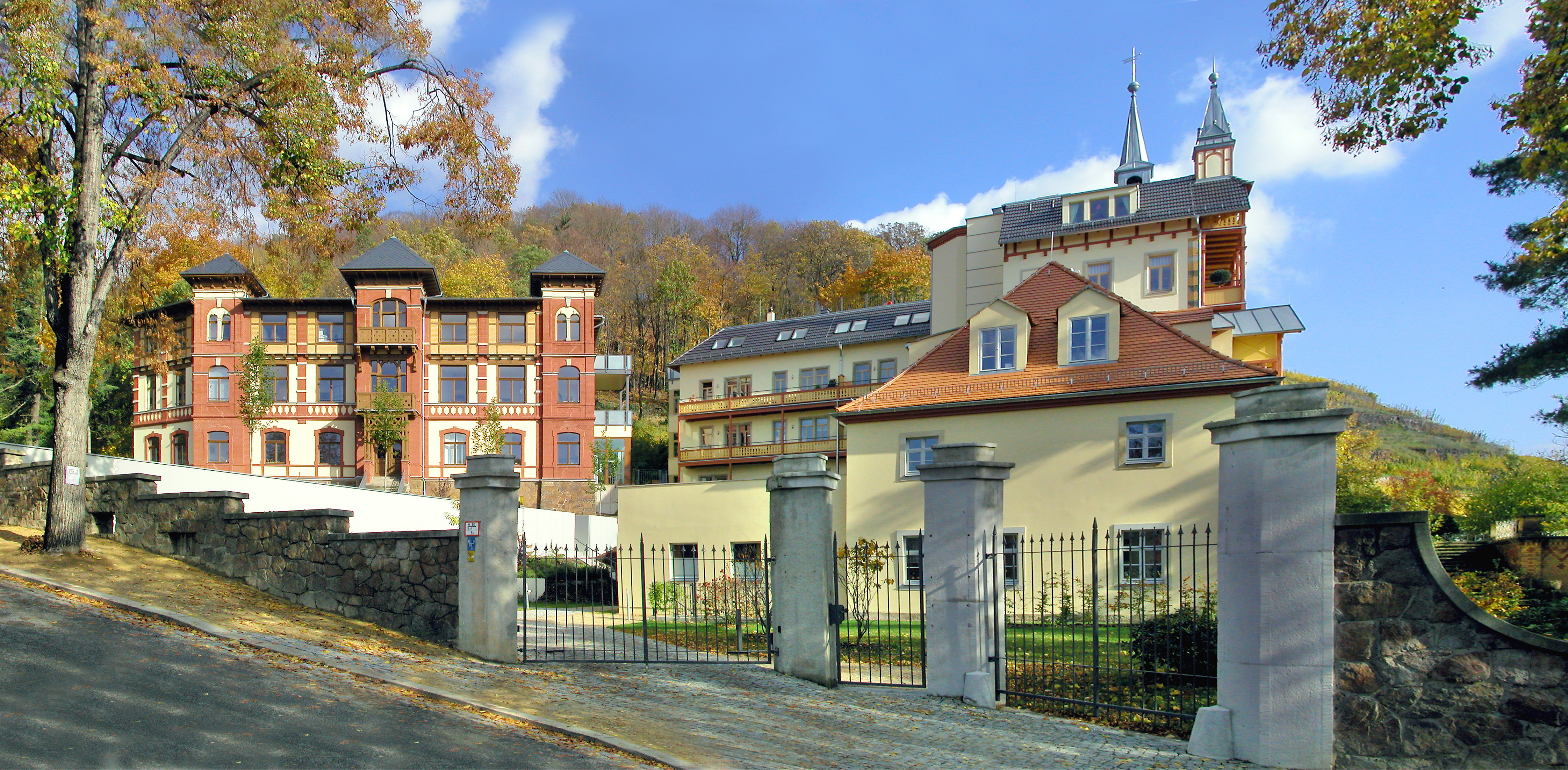
Ehemaliges Bilz-Sanatorium vor verwaldetem Weinberg

Das eigentliche Anwesen des Bilz-Sanatoriums (heute Eduard-Bilz-Straße 53, ehemals unter der Adressierung Strakenweg 86) bis hin zum Mäuseturm im Osten, einschließlich des ehemaligen Parkgeländes (Weinberg) über die Hangkante auf Wahnsdorfer Flur im Norden sowie der Einfriedung, gilt als denkmalpflegerische Sachgesamtheit.
Die auch als Einzeldenkmale in der Eduard-Bilz-Straße geschützten Bauten bestehen in der Hauptsache aus den drei Kurhäusern; zu diesen kommt im Augustusweg 110 das Kurhaus IV. Außerdem gehörte auch das Bilzbad zum Sanatorium.
In der massiven Einfriedung befindet sich vor dem Innenhof zwischen den Kurhäusern eine „repräsentative Portalanlage.“

### Kurhaus I

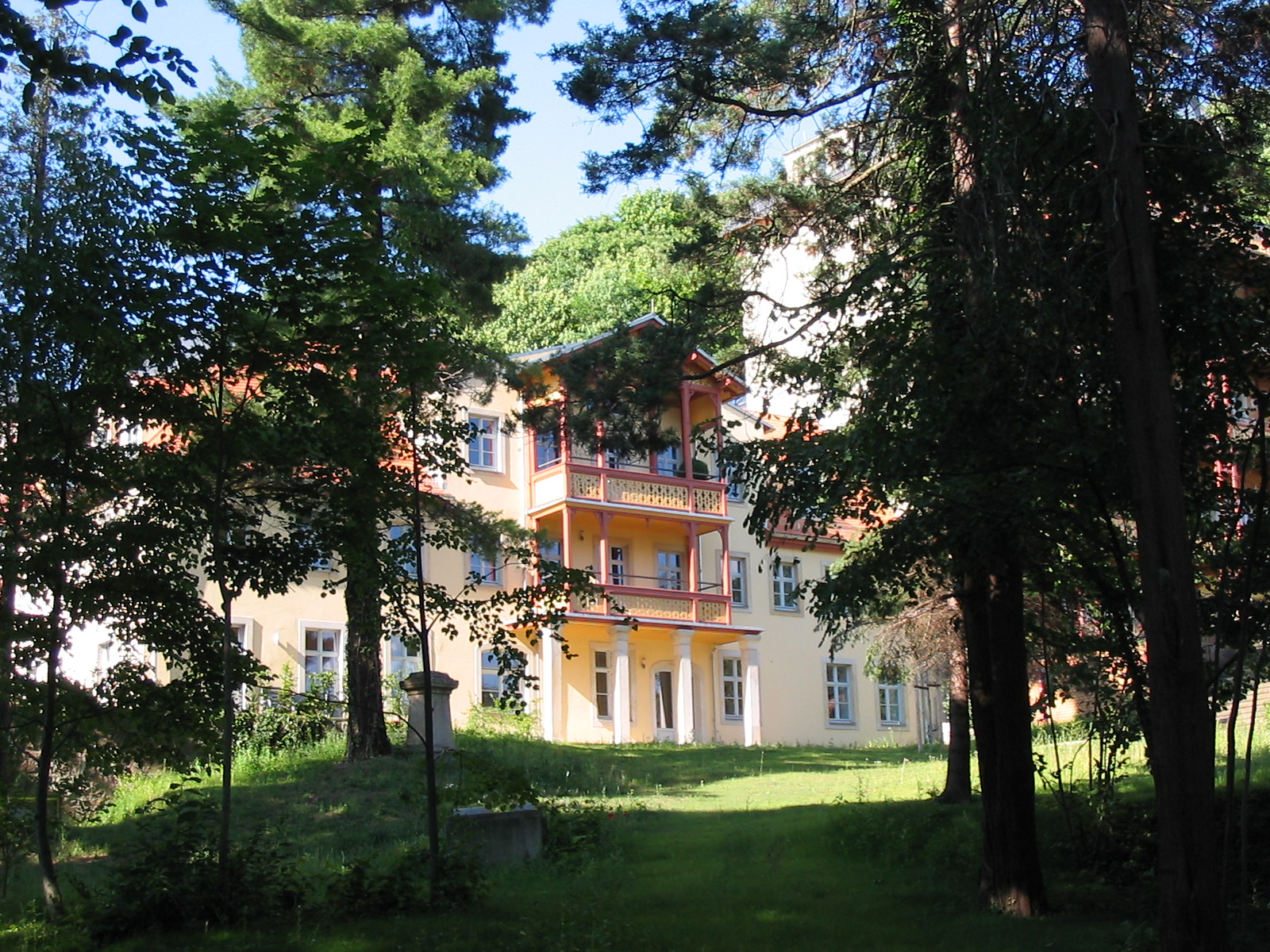
Ehemaliges Bilz-Sanatorium, Kurhaus I

Das erste und älteste Kurhaus entstand in einer bestehenden klassizistischen Villa, die mit der Schmalseite zur Eduard-Bilz-Straße und somit der Längsseite zum Tal hin steht. Das zweigeschossige Haus hat ein Walmdach mit Giebelgauben. Es weist in seiner elfachsigen Talansicht mittig ein Zwerchhaus von drei Achsen Breite mit Dreiecksgiebel auf; vor diesen drei Fensterachsen steht eine Verandaanlage, unten mit massiven Säulen, in den beiden Geschossen darüber aus Holz. Der Umbau hierzu erfolgte 1892 durch den Architekten Carl Käfer. Vor dem Haus befindet sich eine Terrasse, die zum Tal hin teilweise durch eine Substruktion gestützt wird.
Auf der Bergseite nach Norden stehen Anbauten jüngeren Datums. 1921 erfolgte an das Kurhaus I der Anbau eines Speisesaals, den der Baumeister Alwin Höhne errichtete.

### Kurhaus II (Schloss Lößnitz)
Das im Schweizerstil östlich von Kurhaus I errichtete Kurhaus II wird in dem separaten Artikel Schloss Lössnitz beschrieben.

### Kurhaus III

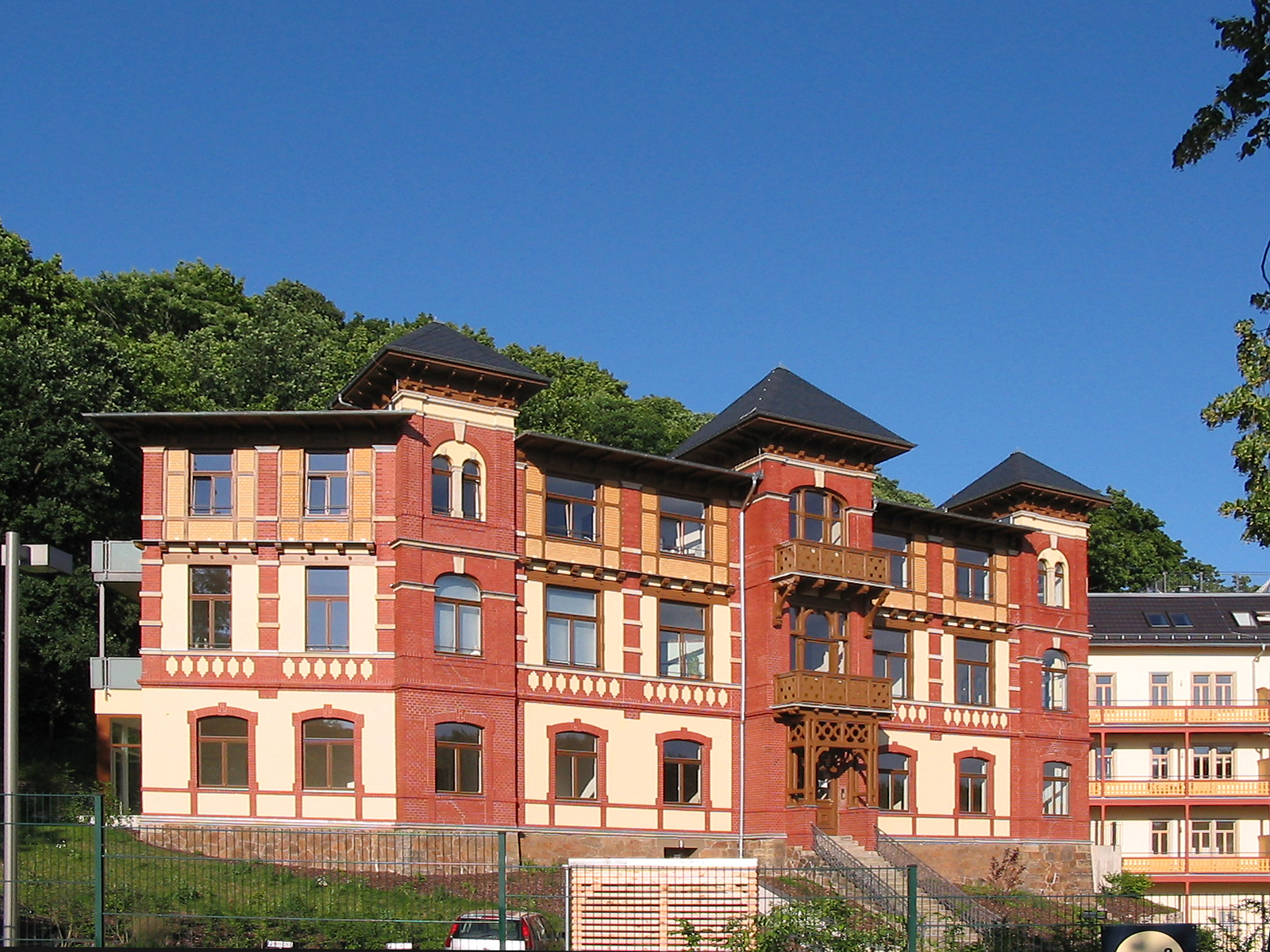
Ehemaliges Bilz-Sanatorium, Kurhaus III

Das Kurhaus III war das Badehaus. Es liegt nördlich des Bergflügels von Kurhaus II, um etwa 45° auf eine Nordwest-Südost-Achse gekippt, womit der Bau entlang des dortigen Steilhangs verläuft. Die Fassade des langgestreckten, dreigeschossigen Baukörpers weist damit nach Südwesten.
Auf einem Bruchstein-Souterrain stehen drei turmartige, einachsige Risalite, an die sich links jeweils eine zweifenstrige Rücklage anschließt. Alle drei Risalite zeigen eine rote Verblendziegel-Fassade und tragen einen zeltdachartigen, weit überkragenden Aufbau; derjenige des mittleren Risalits ist größer, da er ursprünglich eine Dachlaterne trug. Zu diesem mittleren, weiter hervortretenden Risalit führt zudem eine Freitreppe, da sich dort die Eingangstür befindet. Über dieser betonen Holzbalkone den Turm.
Die beiden unteren Geschosse der Rücklagen sind hell verputzt mit rotem Zierziegel-Schmuckwerk. Das zweite Obergeschoss tritt auf Balkenköpfen hervor: Es besteht aus Holzfachwerk, das mit gelben Ziegeln ausgefacht ist.

### Kurhaus IV
Das ebenfalls denkmalgeschützte Kurhaus IV (auch Haus Bilz) liegt auf dem weiter östlich gelegenen Anwesen im Augustusweg 110, dem Jägerberg.

### Weinberg/Kurpark
Die heute verwaldeten Parkflächen (das umgewandelte Weinbergsgrundstück auf dem Albertsberg, siehe dazu das Haus Albertsberg) des Sanatoriums liegen nördlich der Gebäude sowie östlich der Eduard-Bilz-Straße bzw. des Strakens; sie sind Teil der Kulturdenkmal-Sachgesamtheit und ein Werk der Landschafts- und Gartengestaltung. Es existieren noch zahlreiche der Wandelwege aus Bilz’scher Zeit im Wald, zudem sind noch Reste von massiven Tischtennisplatten und Kegelbahnen auf Fotos zu erkennen. Von den Kleingebäuden soll im Wald noch eine Liegehalle von 1907 existieren.
Diese Grünflächen sowie kleine Landschaftsteile westlich des Straken und des westlich gelegenen Hohlwegs gehören zum 115 Hektar großen Fauna-Flora-Habitat-Gebiet Lößnitzgrund und Lößnitzhänge (Natura-2000-Gebiet, EU-Meldenr.: DE4847304, Landesinterne Nr.: 159); diese „westexponierten Hangbereiche am Bilzturm“ bilden die Teilfläche 3 („Oberlößnitz–West“). Diese Teilfläche 3 gehört außerdem zum Landschaftsschutzgebiet Lößnitz.
Am Fuß des Steilanstiegs nach Wahnsdorf sowie im Straken liegen die eingefassten Quellen des Strakener Quellsystems. Das Strakenquellwasser läuft heute offen durch den Wald und sammelt sich in einem offenen Becken oberhalb der ehemaligen Sanatoriumsgebäude.

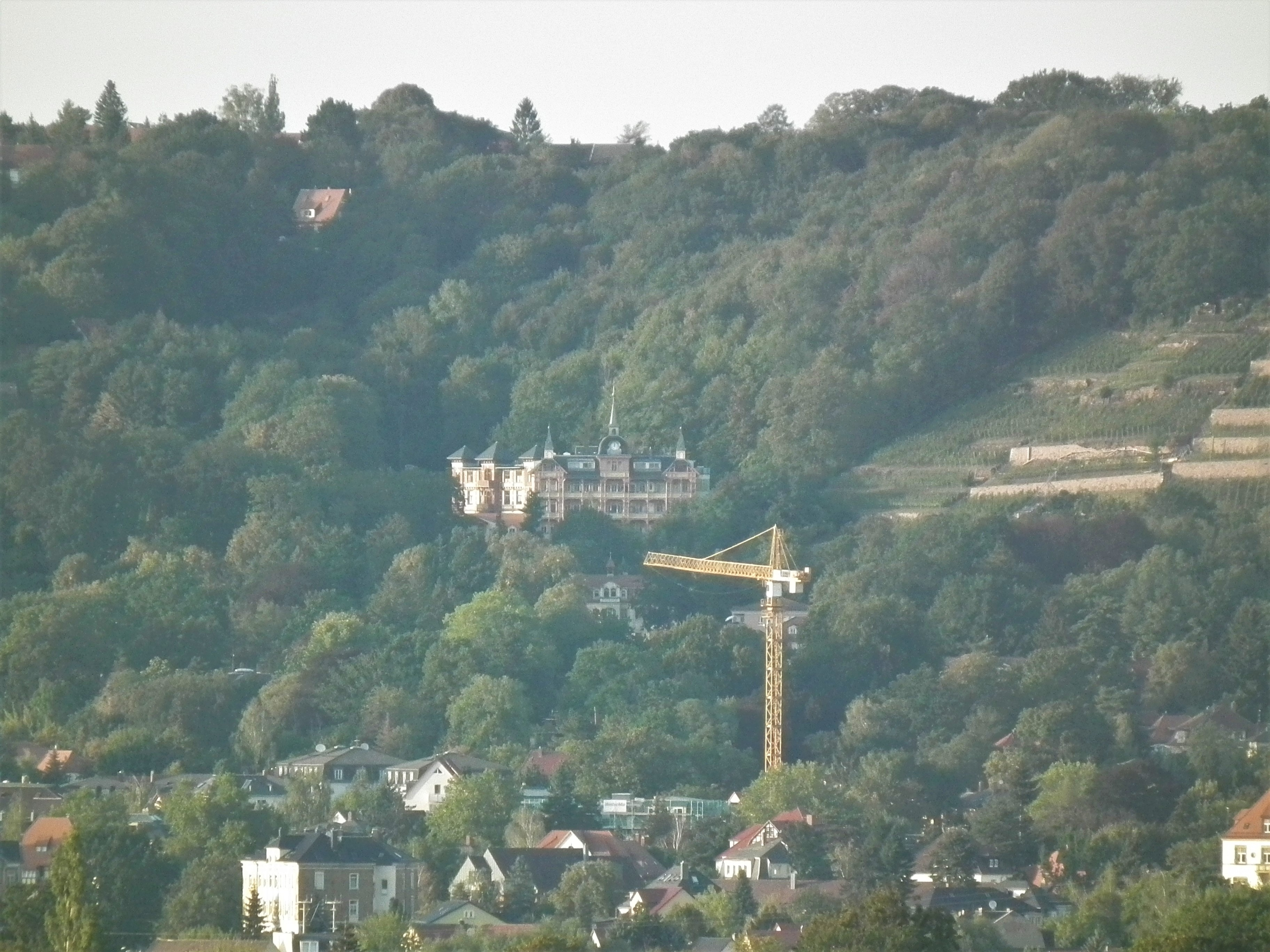
Blick von der Briesnitzer Kirche aus
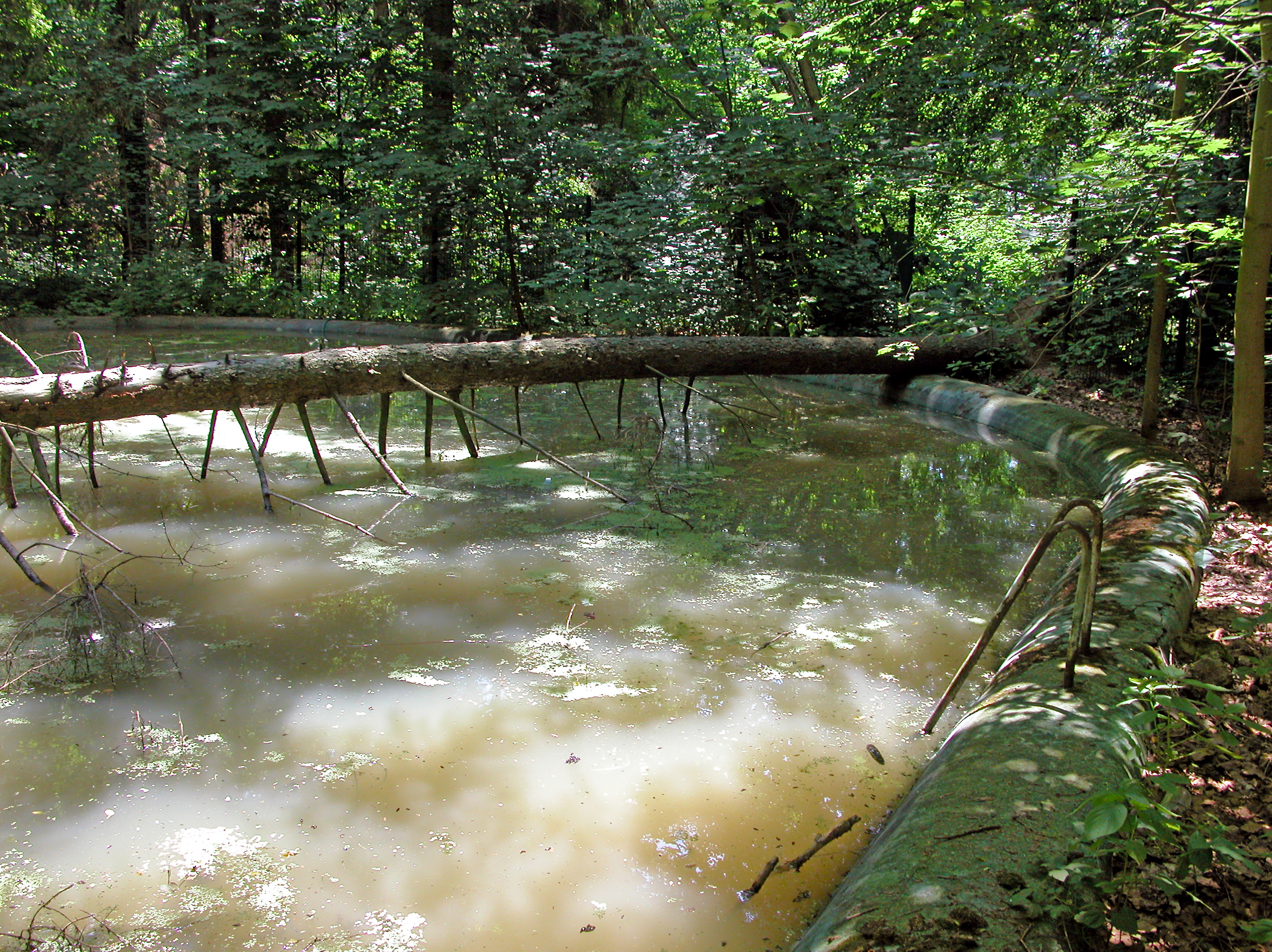
Freibadbecken im ehemaligen Bilz-Kurpark
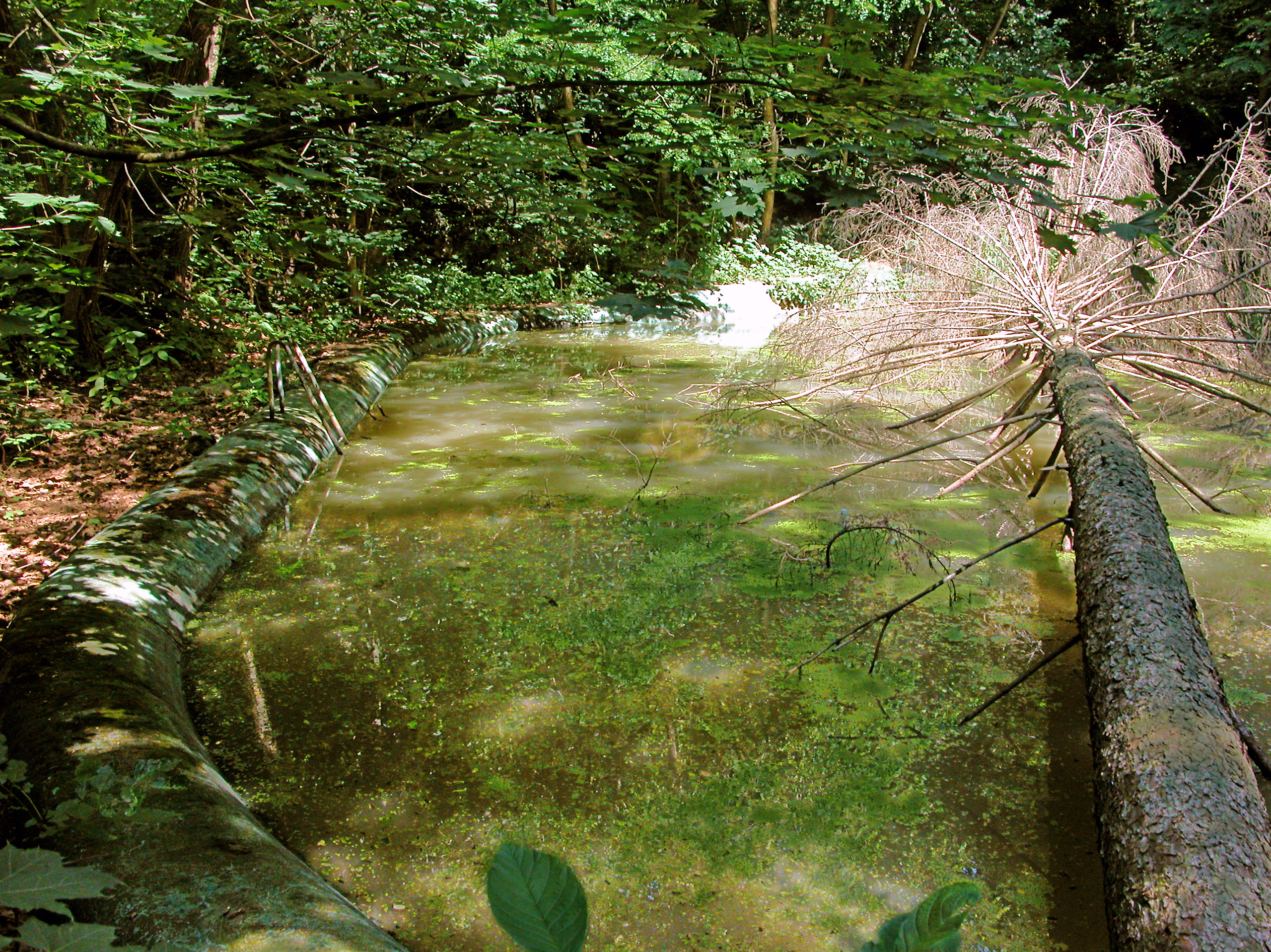
Freibadbecken im ehemaligen Bilz-Kurpark
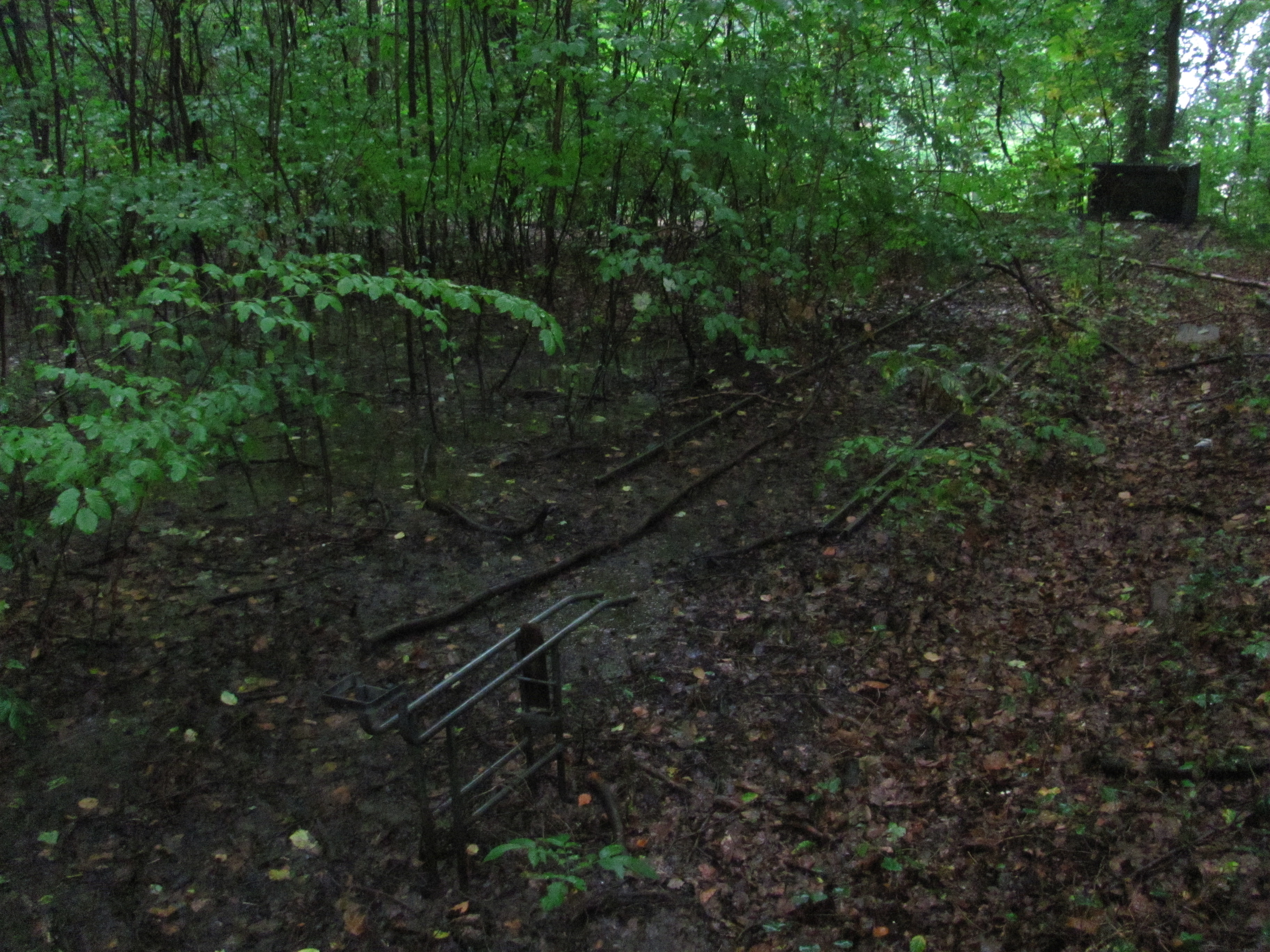
Reste einer Kegelbahn
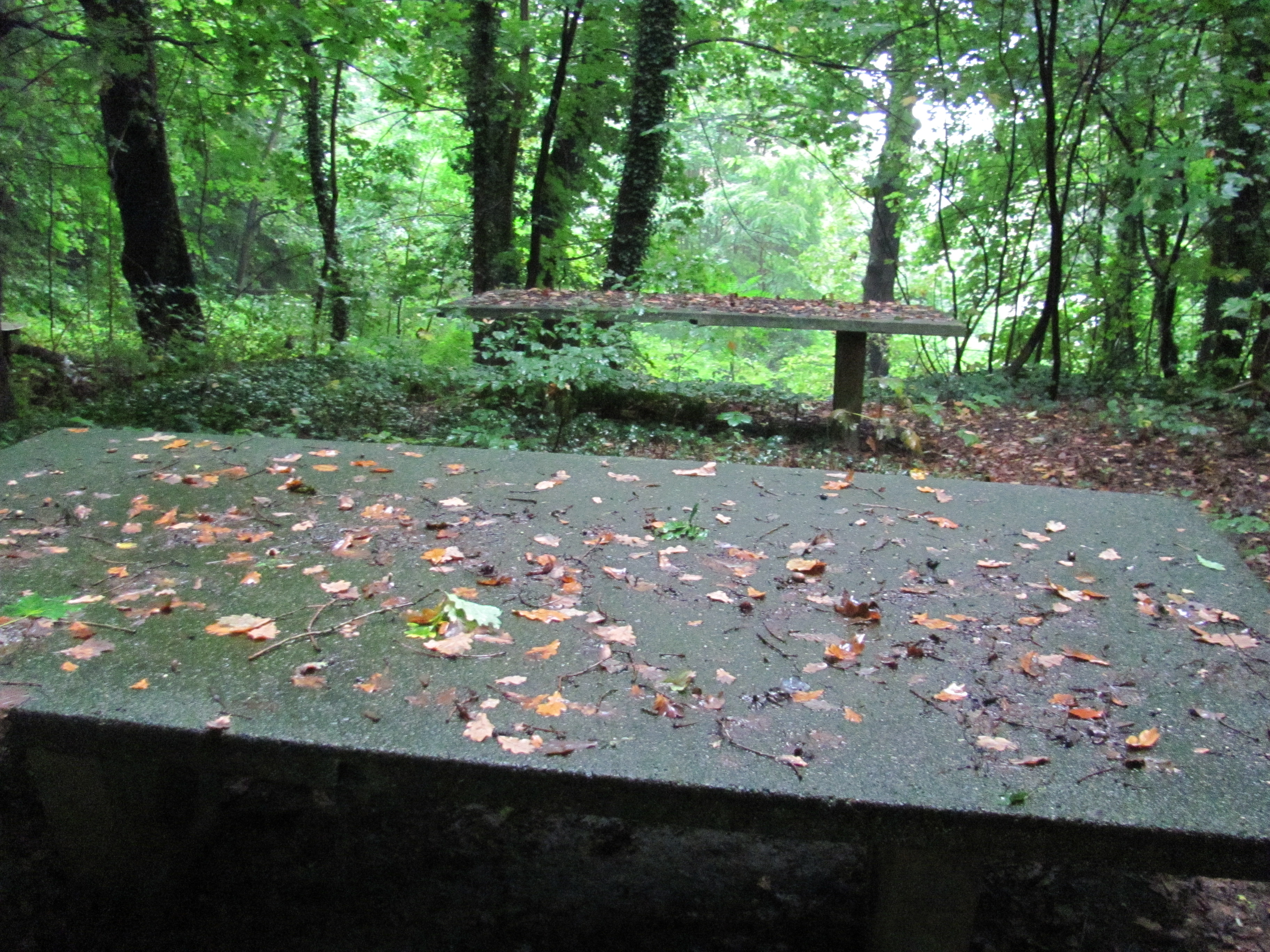
Ehemalige Tischtennisplatten

### Mäuseturm
Die oberhalb der Kurhäuser auf der Hangkante stehende, ruinöse künstliche Turmruine hat mit Mäuseturm einen eigenen Artikel.

### Bilzbad
Das Bilz’sche Licht-Luft-Bad in Oberkötzschenbroda mit der heute noch funktionsfähigen denkmalgeschützten Wellenmaschine Marke Undosa hat den eigenen Artikel Bilzbad.

## Geschichte

Bilz-Sanatorium, Gesamtanlage um 1900. Rechts der Jägerberg.

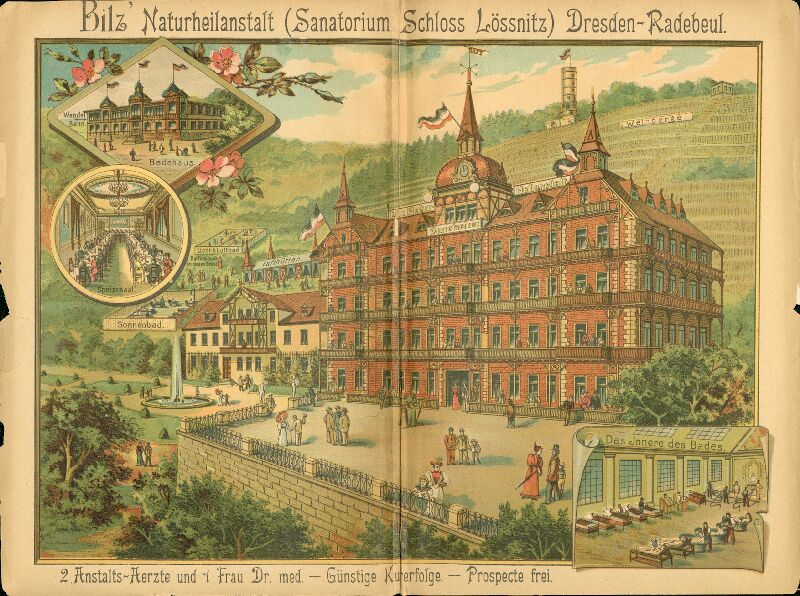
Bilz-Sanatorium, Werbeblatt von 1905

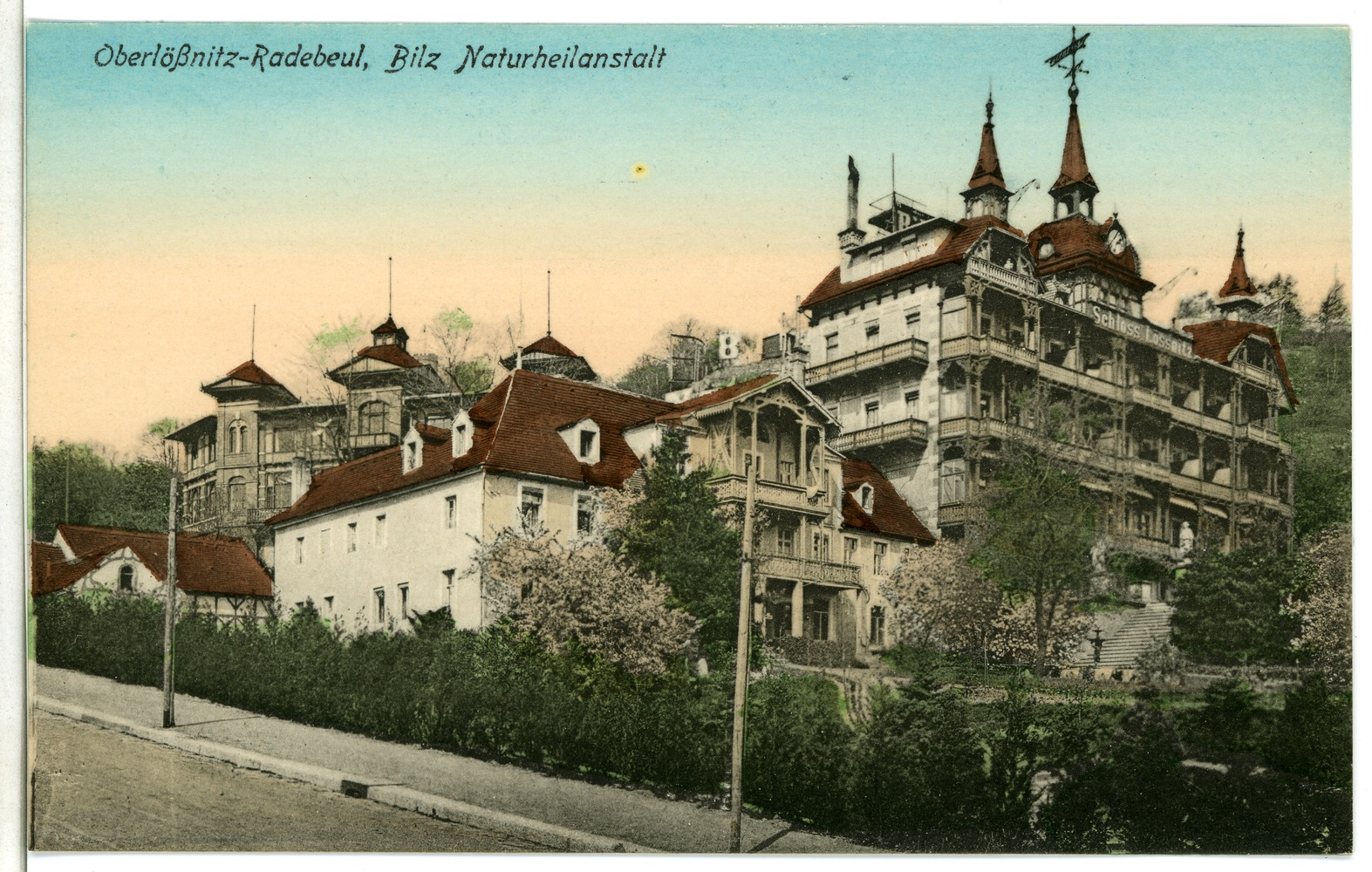
Bilz-Sanatorium, Kurhäuser (1909)

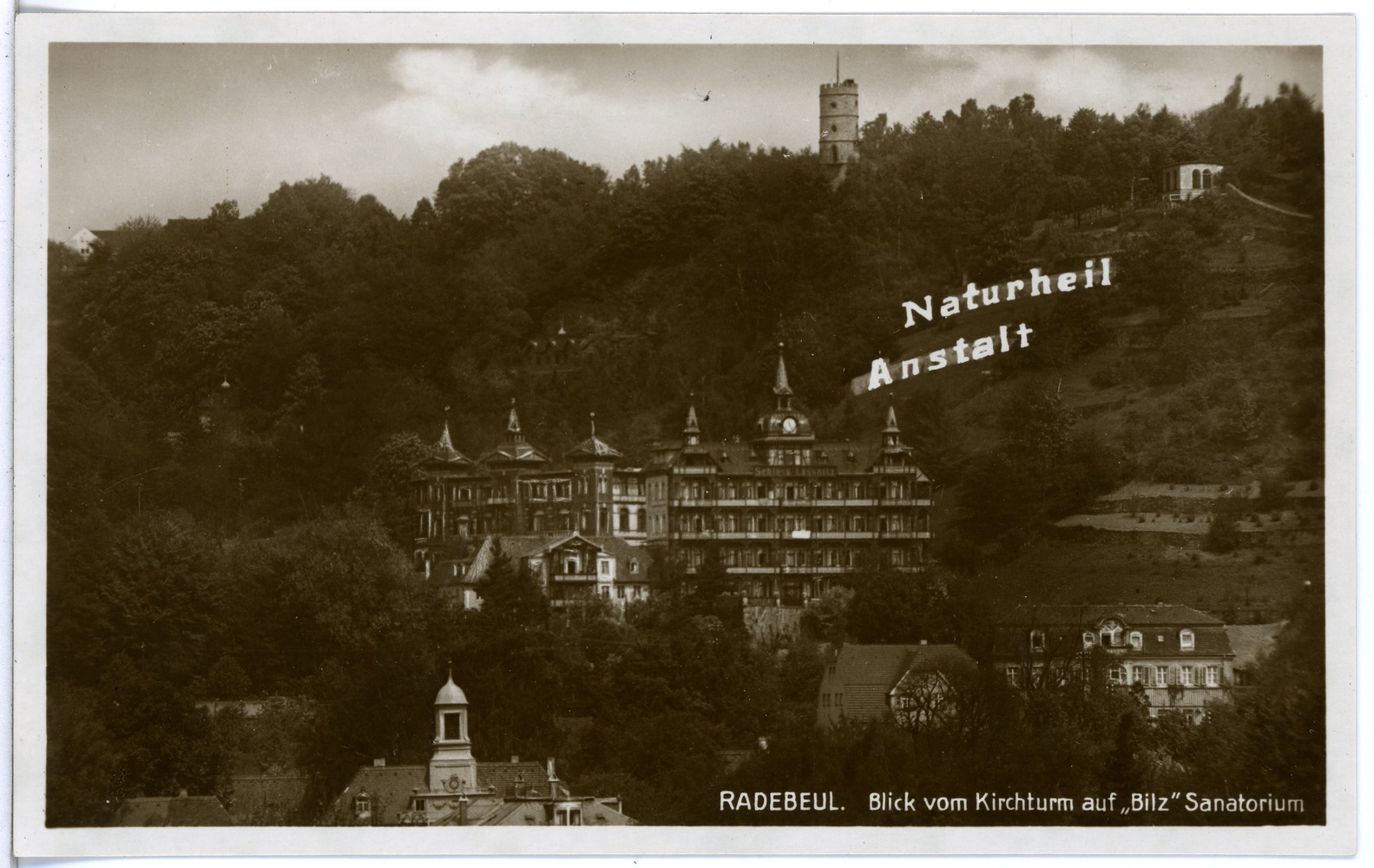
Bilzsanatorium mit Werbeschrift in den Bergen und Mäuseturm (1928)

Bilz zog 1889 nach dem Erfolg seines Bilz-Buchs nach Dresden, 1890 dann nach Oberlößnitz, heute Stadtteil von Radebeul. Dort hatte er im September 1890 das Anwesen des Wiener Privatiers Richard Strubell auf einem Teilstück des Weinbergs Albertsberg oberhalb von Haus Albertsberg gekauft, um dort eine seinen naturheilkundlichen Lehren gemäße „Kuranstalt für naturgemäße Lebens- und Heilweise“ einzurichten. Dazu ließ er 1892 in der bestehenden klassizistischen Villa ein kleines Sanatorium (später Kurhaus I) für anfangs 15 Patienten einrichten, das Waschhaus machte er zur Badestube, der Kuhstall wurde zum Herrenbad und der sich auf der Höhe befindliche Aussichtsturm Mäuseturm wurde zum Ausflugspunkt. Im September 1892 erteilten die Behörden die Betriebsgenehmigung für 15 Patienten. Erster Sanatoriumsarzt war der Radebeuler Arzt Julius Hermann Päßler, denn Bilz selbst hatte keine Approbation.
Da dieses Gebäude schnell zu klein wurde, stellte Bilz im Dezember 1893 den Antrag für einen Neubau neben dem bestehenden Kurhaus I. Nachdem im November 1894 die Baugenehmigung erteilt war, ließ er 1895 im Anschluss nach Osten das viergeschossige Kurhaus II (Schloss Lössnitz) für 70 Betten errichten; die Baurevision erfolgte im September 1895. Im selben Jahr entstand an der westlichen Grundstücksgrenze das eingeschossige Eishaus, ein Gebäude mit zwei Giebeln und einer Ziegelsteingliederung. 1895 kaufte er auch noch das Anwesen Jägerberg hinzu, um dort zu wohnen (Villa Bilz).
Ab 1896 wurde das nach Norden hinter dem Kurhaus II gelegene Badehaus (Kurhaus III) gebaut. Der Bauantrag stammt vom April jenes Jahres. Im Oktober erließen die Behörden einen Strafbefehl über 100 Mark oder 10 Tage Haft, da die Baumaßnahmen am Tag der Baugenehmigung bereits fertiggestellt waren. Im Januar 1897 erfolgte die Baurevision. Mehrere weitere Geldstrafen wurden im Laufe der Baujahre ausgesprochen, da Bilz häufiger bereits vor der Genehmigung mit dem Bauen insbesondere seiner zahlreichen kleineren Objekte begann.
1898/1899 wurde auf dem nahe gelegenen Jägerberg das Herrenhaus als Kurhaus IV in Betrieb genommen, sodass er um die Jahrhundertwende auf 150 Bettenplätze kam. Die Pläne für ein noch größeres schlossartiges Sanatoriumsgebäude von den Architekten Max Herrmann aus Radebeul und Conrad Baum aus Dresden wurden nicht realisiert. In diesen Jahren erwarb die Assistenzärztin Anna Fischer-Dückelmann ihre Praxis als spätere selbstständige Naturheilkundeärztin.
Zusätzlich ließ Bilz auf den insgesamt 7,5 Hektar Land Hunderte von Obstbäumen pflanzen, 20 Lufthütten sowie offene Liegehallen und Aussichtspavillons errichten, mehrere Sportstätten sowie Wasserspiele und Spazierwege anlegen. Hinzu kam ab 1905 das Bilzbad mit der 1912 eingebauten Undosa-Wellenmaschine.
Bilz’ Kurmethode setzte auf die Selbstheilungskräfte des Menschen, unterstützt durch natürliche Mittel. So sollten Luftkuren, Massagen, Wasseranwendungen oder Bewegungstherapien helfen, unter anderem Krankheiten der Atem- und Verdauungsorgane, des Stoffwechsels und des Nervensystems sowie urologische, gynäkologische und dermatologische Krankheitsbilder zu behandeln.
Die ärztliche Leitung übernahmen nach Päßler angesehene Mediziner und Naturheilkundler wie Eugen Bilfinger, Otto Wagner und Paul Aschke, dessen denkmalgeschützte Villa sich in fußläufiger Entfernung vom Bilz-Sanatorium befindet. Die Direktion übergab Bilz 1905 seinem Sohn Max Alfred Bilz.
Friedrich Eduard Bilz starb am 30. Januar 1922 an seinem Heimatort und wurde in der Nähe seines Freundes Karl May auf dem Friedhof Radebeul-Ost begraben. Mit seinem Tod übernahm der älteste Sohn Arthur Ewald Bilz, der bis dahin den Bilz-Verlag geleitet hatte, die Leitung auch des Sanatoriums, das jedoch zunehmend mit wirtschaftlichen Schwierigkeiten zu kämpfen hatte. Mit Ewald Bilz’ Tod 1941 sollte der Jüngste, Willy Johannes Bilz, der bis dahin das Bilz-Bad geleitet hatte, auch das Sanatorium übernehmen.
Dazu kam es nicht mehr, da die Wehrmacht das Bilz-Sanatorium beschlagnahmte und als Reservelazarett umwidmete. 1945 beschlagnahmte es die Rote Armee und demolierte es weitgehend. 1946 wurde es Sitz der Finanzschule des Landes Sachsen. Von 1953 bis 1991 war das ehemalige Bilz-Sanatorium das Internat des Instituts für Lehrerbildung „Edwin Hoernle“. Ab 1960 befand sich das verbliebene Anwesen in Staatsbesitz.
Heute ist das denkmalgeschützte Anwesen in Privatbesitz, die Gebäude wurden zu Wohnanlagen umgebaut.